# Clã Charteris
O Clã Charteris é um clã escocês da região das Terras Baixas, Escócia.
O atual chefe é James George Alexander Bannerman Carnegie, 13º Conde de Wemyss e 9º Conde de March.